# Carrer Barceloneta (Figueres)
El Carrer Barceloneta és un carrer del municipi de Figueres (Alt Empordà). El conjunt del carrer està protegit com a bé cultural d'interès local. Al mateix carrer hi ha la Casa Pou del carrer Barceloneta, també inventariada de manera individual.

## Carrer
S'observa homogeneïtat ambiental per la persistència d'edificacions ordenades amb ritmes regulars d'eixos verticals, emmarcaments, motlluracions i cornises, corresponents a la segona meitat del segle xix, època d'obertura del carrer. Plantes baixes amb portals emmarcats amb llinda o arc rebaixat. Balcons en planta primera i segona. Motllurats i cornises motllurades.